# 2009年1月26日の日食
2009年1月26日の日食は、2009年1月26日に観測された日食（観測地域により金環日食あるいは部分日食）である。

## 概要
日食は、月が地球と太陽の間を横切る際に起き、地球から見た太陽の像が完全または部分的に隠れる。金環日食は、月の視直径が太陽のものよりも小さい時に起こり、太陽の光がほぼ遮られて、環のように見える。この時、数千kmの幅の地域で部分日食が見られる。
この日食の食分は0.92であり、大西洋南部から始まり、インド洋を北東にカーブしながら900km東のアフリカ南部まで移動した。地上で最初に見られたのはオーストラリア領のココス諸島で、その後、インドネシアのスマトラ島南部、ジャワ島西部と続いた。さらに東進してボルネオ島中部を通り、スラウェシ島の北西端をかすめてフィリピンのミンダナオ島に至る直前で終わった。
この日食が見えたアジアの広い地域で、日食当日が旧正月であった。

## ギャラリー

日の入り頃のボルネオ島での太陽と月の大きさの比較
経路